# Collegio elettorale di Cuglieri
Il collegio elettorale di Cuglieri è stato un collegio elettorale uninominale del Regno di Sardegna nella provincia di Cagliari. Fu istituito con il Regio editto del 17 marzo 1848. Fu inizialmente denominato Cuglieri I, e con la legge 27 gennaio 1856 il collegio si denominò Cuglieri.
Con la nascita del Regno d'Italia confluì nel collegio di Macomer, assieme ad altri collegi.

## Dati elettorali
Nel collegio si svolsero votazioni per sette legislature. 

### I legislatura
Le votazioni si svolsero in 222 collegi uninominali a doppio turno. Come previsto dal decreto n. 680 del 17 marzo 1848, era eletto al primo turno il candidato che «riunisce in suo favore più del terzo dei voti del total numero dei membri componenti il collegio e più della metà dei suffragi dati dai votanti presenti all'adunanza» (art. 92). Se nessun candidato era eletto, al ballottaggio tra i due candidati con più voti era eletto chi otteneva il maggior numero di voti (art. 93) o, in caso di ugual numero di voti, il maggiore d'età (art. 94).
| Partito                            | Partito                            | Candidato                          | Primo turno 17 aprile 1848 | Primo turno 17 aprile 1848 | Ballottaggio 18 aprile 1848 | Ballottaggio 18 aprile 1848 |
| Partito                            | Partito                            | Candidato                          | Voti                       | %                          | Voti                        | %                           |
| ---------------------------------- | ---------------------------------- | ---------------------------------- | -------------------------- | -------------------------- | --------------------------- | --------------------------- |
|                                    | —                                  | Francesco Guillot                  | 105                        | 57,07                      | 174                         | 70,73                       |
|                                    | —                                  | Giuseppe Luigi Passino             | 79                         | 42,93                      | 72                          | 29,27                       |
|                                    |                                    |                                    |                            |                            |                             |                             |
| Iscritti                           | Iscritti                           | Iscritti                           | 366                        | 100,00                     | 366                         | 100,00                      |
| ↳ Votanti (% su iscritti)          | ↳ Votanti (% su iscritti)          | ↳ Votanti (% su iscritti)          | 250                        | 68,31                      | 250                         | 68,31                       |
| ↳ Voti validi (% su votanti)       | ↳ Voti validi (% su votanti)       | ↳ Voti validi (% su votanti)       | 184                        | 73,60                      | 246                         | 98,40                       |
| ↳ Schede non valide (% su votanti) | ↳ Schede non valide (% su votanti) | ↳ Schede non valide (% su votanti) | 66                         | 26,40                      | 4                           | 1,60                        |
| ↳ Astenuti (% su iscritti)         | ↳ Astenuti (% su iscritti)         | ↳ Astenuti (% su iscritti)         | 116                        | 31,69                      | 116                         | 31,69                       |

Il 12 maggio 1848 la Camera deliberava un'inchiesta sulla elezione per minacce e corruzioni denunciate da elettori. Il 20 giugno successivo l'elezione veniva convalidata colla trasmissione al Ministero di grazia e giustizia degli atti elettorali. 

### II legislatura
Le votazioni si svolsero in 222 collegi uninominali a doppio turno con la stessa normativa precedente (al primo turno un numero di voti maggiore di un terzo degli iscritti).
| Partito                            | Partito                            | Candidato                          | Primo turno 15 gennaio 1849 | Primo turno 15 gennaio 1849 | Ballottaggio 16 gennaio 184 | Ballottaggio 16 gennaio 184 |
| Partito                            | Partito                            | Candidato                          | Voti                        | %                           | Voti                        | %                           |
| ---------------------------------- | ---------------------------------- | ---------------------------------- | --------------------------- | --------------------------- | --------------------------- | --------------------------- |
|                                    | —                                  | Francesco Guillot                  | 92                          | 89,32                       | 85                          | 98,84                       |
|                                    | —                                  | Giuseppe Luigi Passino             | 11                          | 10,68                       | 1                           | 1,16                        |
|                                    |                                    |                                    |                             |                             |                             |                             |
| Iscritti                           | Iscritti                           | Iscritti                           | 366                         | 100,00                      | 366                         | 100,00                      |
| ↳ Votanti (% su iscritti)          | ↳ Votanti (% su iscritti)          | ↳ Votanti (% su iscritti)          | 105                         | 28,69                       | 86                          | 23,50                       |
| ↳ Voti validi (% su votanti)       | ↳ Voti validi (% su votanti)       | ↳ Voti validi (% su votanti)       | 103                         | 98,10                       | 86                          | 100,00                      |
| ↳ Schede non valide (% su votanti) | ↳ Schede non valide (% su votanti) | ↳ Schede non valide (% su votanti) | 2                           | 1,90                        | 0                           | 0,00                        |
| ↳ Astenuti (% su iscritti)         | ↳ Astenuti (% su iscritti)         | ↳ Astenuti (% su iscritti)         | 261                         | 71,31                       | 280                         | 76,50                       |

### III legislatura
Le votazioni si svolsero in 204 collegi uninominali a doppio turno con la normativa del 1848 (al primo turno un numero di voti maggiore di un terzo degli iscritti).
| Partito                            | Partito                            | Candidato                          | Primo turno 22 luglio 1849 | Primo turno 22 luglio 1849 | Ballottaggio 23 luglio 1849 | Ballottaggio 23 luglio 1849 |
| Partito                            | Partito                            | Candidato                          | Voti                       | %                          | Voti                        | %                           |
| ---------------------------------- | ---------------------------------- | ---------------------------------- | -------------------------- | -------------------------- | --------------------------- | --------------------------- |
|                                    | —                                  | Francesco Guillot                  | 100                        | 62,11                      | 99                          | 70,71                       |
|                                    | —                                  | Giuseppe Luigi Passino             | 61                         | 37,89                      | 41                          | 29,29                       |
|                                    |                                    |                                    |                            |                            |                             |                             |
| Iscritti                           | Iscritti                           | Iscritti                           | 366                        | 100,00                     | 366                         | 100,00                      |
| ↳ Votanti (% su iscritti)          | ↳ Votanti (% su iscritti)          | ↳ Votanti (% su iscritti)          | 165                        | 45,08                      | 140                         | 38,25                       |
| ↳ Voti validi (% su votanti)       | ↳ Voti validi (% su votanti)       | ↳ Voti validi (% su votanti)       | 161                        | 97,58                      | 140                         | 100,00                      |
| ↳ Schede non valide (% su votanti) | ↳ Schede non valide (% su votanti) | ↳ Schede non valide (% su votanti) | 4                          | 2,42                       | 0                           | 0,00                        |
| ↳ Astenuti (% su iscritti)         | ↳ Astenuti (% su iscritti)         | ↳ Astenuti (% su iscritti)         | 201                        | 54,92                      | 226                         | 61,75                       |

Nella tornata del 7 agosto 1849 la Camera deliberava un'inchiesta circa intimidazioni fatte ad elettori avversi al Guillot. L'inchiesta si fece sia per il I che per il II collegio di Cuglieri e, uditi i risultati di essa, la Camera, il 22 ottobre 1849, sospese il giudizio sulla validità delle due elezioni, ordinando nuove indagini. 

### IV legislatura
Le votazioni si svolsero in 204 collegi uninominali a doppio turno con la normativa del 1848 (al primo turno un numero di voti maggiore di un terzo degli iscritti).
| Partito                            | Partito                            | Candidato                          | Risultati 13 dicembre 1849 | Risultati 13 dicembre 1849 |
| Partito                            | Partito                            | Candidato                          | Voti                       | %                          |
| ---------------------------------- | ---------------------------------- | ---------------------------------- | -------------------------- | -------------------------- |
|                                    | —                                  | Francesco Guillot                  | 179                        | 88,18                      |
|                                    | —                                  | Giuseppe Luigi Passino             | 24                         | 11,82                      |
|                                    |                                    |                                    |                            |                            |
| Iscritti                           | Iscritti                           | Iscritti                           | 366                        | 100,00                     |
| ↳ Votanti (% su iscritti)          | ↳ Votanti (% su iscritti)          | ↳ Votanti (% su iscritti)          | 203                        | 55,46                      |
| ↳ Voti validi (% su votanti)       | ↳ Voti validi (% su votanti)       | ↳ Voti validi (% su votanti)       | 203                        | 100,00                     |
| ↳ Schede non valide (% su votanti) | ↳ Schede non valide (% su votanti) | ↳ Schede non valide (% su votanti) | 0                          | 0,00                       |
| ↳ Astenuti (% su iscritti)         | ↳ Astenuti (% su iscritti)         | ↳ Astenuti (% su iscritti)         | 163                        | 44,54                      |

L'elezione fu annullata per ineleggibilità dell'onorevole Guillot, poiché era commissario di leva, il 27 dicembre 1849. Il collegio fu riconvocato. 
N.B. I risultati della votazione sono riportati da un'unica fonte (Storia dei ...) che riporta per Guillot 179 voti e per Passino 24; la loro somma (203) è superiore ai 201 voti riportati dalla medesima fonte. Di conseguenza nella tabella è indicato un valore diverso da quanto riportato nelle fonti. 
| Partito                            | Partito                            | Candidato                          | Risultati 2 febbraio 1850 | Risultati 2 febbraio 1850 |
| Partito                            | Partito                            | Candidato                          | Voti                      | %                         |
| ---------------------------------- | ---------------------------------- | ---------------------------------- | ------------------------- | ------------------------- |
|                                    | —                                  | Francesco Guillot                  | 123                       | 75,93                     |
|                                    | —                                  | Giuseppe Luigi Passino             | 39                        | 24,07                     |
|                                    |                                    |                                    |                           |                           |
| Iscritti                           | Iscritti                           | Iscritti                           | 366                       | 100,00                    |
| ↳ Votanti (% su iscritti)          | ↳ Votanti (% su iscritti)          | ↳ Votanti (% su iscritti)          | 164                       | 44,81                     |
| ↳ Voti validi (% su votanti)       | ↳ Voti validi (% su votanti)       | ↳ Voti validi (% su votanti)       | 162                       | 98,78                     |
| ↳ Schede non valide (% su votanti) | ↳ Schede non valide (% su votanti) | ↳ Schede non valide (% su votanti) | 2                         | 1,22                      |
| ↳ Astenuti (% su iscritti)         | ↳ Astenuti (% su iscritti)         | ↳ Astenuti (% su iscritti)         | 202                       | 55,19                     |

Il 15 febbraio 1850 fu annullata l'elezione per ineleggibilità dell'eletto, poiché era commissario di leva.
| Partito                            | Partito                            | Candidato                          | Primo turno 25 marzo 1850 | Primo turno 25 marzo 1850 | Ballottaggio 26 marzo 1850 | Ballottaggio 26 marzo 1850 |
| Partito                            | Partito                            | Candidato                          | Voti                      | %                         | Voti                       | %                          |
| ---------------------------------- | ---------------------------------- | ---------------------------------- | ------------------------- | ------------------------- | -------------------------- | -------------------------- |
|                                    | —                                  | Vittorio Angius                    | 53                        | 57,61                     | 83                         | 63,85                      |
|                                    | —                                  | Giuseppe Luigi Passino             | 39                        | 42,39                     | 47                         | 36,15                      |
|                                    |                                    |                                    |                           |                           |                            |                            |
| Iscritti                           | Iscritti                           | Iscritti                           | 366                       | 100,00                    | 366                        | 100,00                     |
| ↳ Votanti (% su iscritti)          | ↳ Votanti (% su iscritti)          | ↳ Votanti (% su iscritti)          | 102                       | 27,87                     | 130                        | 35,52                      |
| ↳ Voti validi (% su votanti)       | ↳ Voti validi (% su votanti)       | ↳ Voti validi (% su votanti)       | 92                        | 90,20                     | 130                        | 100,00                     |
| ↳ Schede non valide (% su votanti) | ↳ Schede non valide (% su votanti) | ↳ Schede non valide (% su votanti) | 10                        | 9,80                      | 0                          | 0,00                       |
| ↳ Astenuti (% su iscritti)         | ↳ Astenuti (% su iscritti)         | ↳ Astenuti (% su iscritti)         | 264                       | 72,13                     | 236                        | 64,48                      |

Nella tornata dell'8 aprile 1850 il relatore fece la proposta di ordinare un'inchiesta per verificare se esistessero le irregolarità di forma denunziate in due proteste. Dopo discussione la Camera convalidava l'elezione contro la proposta del relatore. 

### V legislatura
Le votazioni si svolsero in 204 collegi uninominali a doppio turno con la normativa del 1848 (al primo turno un numero di voti maggiore di un terzo degli iscritti).
| Partito                            | Partito                            | Candidato                          | Primo turno 8 dicembre 1853 | Primo turno 8 dicembre 1853 | Ballottaggio 9 dicembre 1853 | Ballottaggio 9 dicembre 1853 |
| Partito                            | Partito                            | Candidato                          | Voti                        | %                           | Voti                         | %                            |
| ---------------------------------- | ---------------------------------- | ---------------------------------- | --------------------------- | --------------------------- | ---------------------------- | ---------------------------- |
|                                    | —                                  | Gavino Delitala                    | 34                          | 55,74                       | 61                           | 91,04                        |
|                                    | —                                  | Salvatore Angelo De Castro         | 27                          | 44,26                       | 6                            | 8,96                         |
|                                    |                                    |                                    |                             |                             |                              |                              |
| Iscritti                           | Iscritti                           | Iscritti                           | 370                         | 100,00                      | 370                          | 100,00                       |
| ↳ Votanti (% su iscritti)          | ↳ Votanti (% su iscritti)          | ↳ Votanti (% su iscritti)          | 113                         | 30,54                       | 109                          | 29,46                        |
| ↳ Voti validi (% su votanti)       | ↳ Voti validi (% su votanti)       | ↳ Voti validi (% su votanti)       | 61                          | 53,98                       | 67                           | 61,47                        |
| ↳ Schede non valide (% su votanti) | ↳ Schede non valide (% su votanti) | ↳ Schede non valide (% su votanti) | 52                          | 46,02                       | 42                           | 38,53                        |
| ↳ Astenuti (% su iscritti)         | ↳ Astenuti (% su iscritti)         | ↳ Astenuti (% su iscritti)         | 257                         | 69,46                       | 261                          | 70,54                        |

Con la legge 27 gennaio 1856 il collegio si denominò Cuglieri. 

### VI legislatura
Le votazioni si svolsero in 204 collegi uninominali a doppio turno dopo la modifica dei collegi della Sardegna nel 1856; venne applicata la normativa del 1848 (al primo turno un numero di voti maggiore di un terzo degli iscritti).
| Partito                            | Partito                            | Candidato                          | Risultati 8 novembre 1857 | Risultati 8 novembre 1857 |
| Partito                            | Partito                            | Candidato                          | Voti                      | %                         |
| ---------------------------------- | ---------------------------------- | ---------------------------------- | ------------------------- | ------------------------- |
|                                    | —                                  | Serafino Naytana                   | 187                       | 69,78                     |
|                                    | —                                  | Antonio Massidda                   | 81                        | 30,22                     |
|                                    |                                    |                                    |                           |                           |
| Iscritti                           | Iscritti                           | Iscritti                           | 488                       | 100,00                    |
| ↳ Votanti (% su iscritti)          | ↳ Votanti (% su iscritti)          | ↳ Votanti (% su iscritti)          | 286                       | 58,61                     |
| ↳ Voti validi (% su votanti)       | ↳ Voti validi (% su votanti)       | ↳ Voti validi (% su votanti)       | 268                       | 93,71                     |
| ↳ Schede non valide (% su votanti) | ↳ Schede non valide (% su votanti) | ↳ Schede non valide (% su votanti) | 18                        | 6,29                      |
| ↳ Astenuti (% su iscritti)         | ↳ Astenuti (% su iscritti)         | ↳ Astenuti (% su iscritti)         | 202                       | 41,39                     |

### VII legislatura
Le votazioni si svolsero in 387 collegi uninominali a doppio turno. Come previsto dalla legge elettorale del 20 novembre 1859, era eletto al primo turno il candidato che «riunisce in suo favore più del terzo dei voti del total numero dei membri componenti il collegio e più della metà dei suffragi dati dai votanti presenti all'adunanza» (art. 91). Se nessun candidato era eletto, al ballottaggio tra i due candidati con più voti era eletto chi otteneva il maggior numero di voti (art. 92) o, in caso di ugual numero di voti, il maggiore d'età (art. 93).
| Partito                            | Partito                            | Candidato                          | Primo turno 25 marzo 1860 | Primo turno 25 marzo 1860 | Ballottaggio 29 marzo 1860 | Ballottaggio 29 marzo 1860 |
| Partito                            | Partito                            | Candidato                          | Voti                      | %                         | Voti                       | %                          |
| ---------------------------------- | ---------------------------------- | ---------------------------------- | ------------------------- | ------------------------- | -------------------------- | -------------------------- |
|                                    | —                                  | Giovanni Siotto Pintor             | 266                       | 23,94                     | 670                        | 62,27                      |
|                                    | —                                  | Efisio Cugia                       | 238                       | 21,42                     | 406                        | 37,73                      |
|                                    | —                                  | Gavino Fara                        | 161                       | 14,49                     |                            |                            |
|                                    | —                                  | Pietro Beltrami                    | 148                       | 13,32                     |                            |                            |
|                                    | —                                  | Gaetano Loi                        | 113                       | 10,17                     |                            |                            |
|                                    | —                                  | Antonio Massidda                   | 113                       | 10,17                     |                            |                            |
|                                    | —                                  | Giuseppe Lessona                   | 72                        | 6,48                      |                            |                            |
|                                    |                                    |                                    |                           |                           |                            |                            |
| Iscritti                           | Iscritti                           | Iscritti                           | 1 742                     | 100,00                    | 1 742                      | 100,00                     |
| ↳ Votanti (% su iscritti)          | ↳ Votanti (% su iscritti)          | ↳ Votanti (% su iscritti)          | 1 176                     | 67,51                     | 1 085                      | 62,28                      |
| ↳ Voti validi (% su votanti)       | ↳ Voti validi (% su votanti)       | ↳ Voti validi (% su votanti)       | 1 111                     | 94,47                     | 1 076                      | 99,17                      |
| ↳ Schede non valide (% su votanti) | ↳ Schede non valide (% su votanti) | ↳ Schede non valide (% su votanti) | 65                        | 5,53                      | 9                          | 0,83                       |
| ↳ Astenuti (% su iscritti)         | ↳ Astenuti (% su iscritti)         | ↳ Astenuti (% su iscritti)         | 566                       | 32,49                     | 657                        | 37,72                      |

L'onorevole Siotto Pintor decadde dalla carica essendo stato promosso a sostituto procuratore generale di Corte di cassazione il 15 aprile 1860. La promozione fu comunicata dal Ministero dell'Interno alla Camera nella tornata dell'8 maggio 1860.
| Partito                            | Partito                            | Candidato                          | Primo turno 1 luglio 1860 | Primo turno 1 luglio 1860 | Ballottaggio 5 luglio 1860 | Ballottaggio 5 luglio 1860 |
| Partito                            | Partito                            | Candidato                          | Voti                      | %                         | Voti                       | %                          |
| ---------------------------------- | ---------------------------------- | ---------------------------------- | ------------------------- | ------------------------- | -------------------------- | -------------------------- |
|                                    | —                                  | Gavino Delitala                    | 161                       | 22,74                     | 555                        | 59,49                      |
|                                    | —                                  | Efisio Cugia                       | 370                       | 52,26                     | 378                        | 40,51                      |
|                                    | —                                  | Angelo Brofferio                   | 89                        | 12,57                     |                            |                            |
|                                    | —                                  | Gavino Fara                        | 88                        | 12,43                     |                            |                            |
|                                    |                                    |                                    |                           |                           |                            |                            |
| Iscritti                           | Iscritti                           | Iscritti                           | 1 742                     | 100,00                    | 1 742                      | 100,00                     |
| ↳ Votanti (% su iscritti)          | ↳ Votanti (% su iscritti)          | ↳ Votanti (% su iscritti)          | 724                       | 41,56                     | 942                        | 54,08                      |
| ↳ Voti validi (% su votanti)       | ↳ Voti validi (% su votanti)       | ↳ Voti validi (% su votanti)       | 708                       | 97,79                     | 933                        | 99,04                      |
| ↳ Schede non valide (% su votanti) | ↳ Schede non valide (% su votanti) | ↳ Schede non valide (% su votanti) | 16                        | 2,21                      | 9                          | 0,96                       |
| ↳ Astenuti (% su iscritti)         | ↳ Astenuti (% su iscritti)         | ↳ Astenuti (% su iscritti)         | 1 018                     | 58,44                     | 800                        | 45,92                      |